# Biatlo nos Jogos Olímpicos de Inverno da Juventude de 2012
As competições de biatlo nos Jogos Olímpicos de Inverno da Juventude de 2012 foram realizadas na Seefeld Arena, em Seefeld, Áustria. As provas aconteceram entre os dias 15 e 21 de janeiro.

## Calendário
| Janeiro            | 13 | 14 | 15 | 16 | 17 | 18 | 19 | 20 | 21 | 22 |
| ------------------ | -- | -- | -- | -- | -- | -- | -- | -- | -- | -- |
| Esqui estilo livre |    |    | 2  | 2  |    |    | 1  |    | 1  |    |

|  | Dia de final |

## Eventos
| - Velocidade individual 7,5 km masculino - Velocidade individual 6 km feminino - Perseguição individual 10 km masculino - Perseguição individual 7,5 km feminino | - Revezamento misto - Revezamento misto esqui cross-country-biatlo |

## Qualificação
A quantidade de vagas disponíveis para cada CON foi determinada pelo Ranking da Copa do Mundo de Nações da temporada anterior aos Jogos (2010-2011). Os países ranqueados entre o 1º e o 20º lugares têm direito a duas vagas e os localizados entre o 21º e o 29º, apenas uma vaga. Como o país-sede conseguiu sua classificação através do ranking, os dois 30º colocados nos rankings masculino e feminino também asseguraram uma vaga cada.
| CON                | Masculino | Feminino | Total |
| ------------------ | --------- | -------- | ----- |
| GER Alemanha       | 2         | 2        | 4     |
| AND Andorra        |           | 1        | 1     |
| ARM Armênia        |           | 1        | 1     |
| AUS Austrália      | 1         |          | 1     |
| AUT Áustria        | 2         | 1        | 3     |
| BLR Bielorrússia   | 2         | 2        | 4     |
| BUL Bulgária       | 2         | 2        | 4     |
| CAN Canadá         | 2         | 2        | 4     |
| KAZ Cazaquistão    | 1         | 2        | 3     |
| CHN China          | 1         | 2        | 3     |
| KOR Coreia do Sul  | 1         | 1        | 2     |
| CRO Croácia        | 1         |          | 1     |
| SVK Eslováquia     | 2         | 2        | 4     |
| SLO Eslovênia      | 2         | 2        | 4     |
| USA Estados Unidos | 2         | 2        | 4     |
| EST Estônia        | 2         | 2        | 4     |
| FIN Finlândia      | 2         | 2        | 4     |
| FRA França         | 2         | 2        | 4     |
| GBR Grã-Bretanha   | 1         | 1        | 2     |
| ITA Itália         | 2         | 2        | 4     |
| JPN Japão          | 1         | 1        | 2     |
| LAT Letônia        | 2         | 1        | 3     |
| LTU Lituânia       | 1         | 1        | 2     |
| NOR Noruega        | 2         | 2        | 4     |
| NZL Nova Zelândia  |           | 1        | 1     |
| POL Polônia        | 2         | 2        | 4     |
| CZE Chéquia        | 2         | 2        | 4     |
| ROM Romênia        | 1         | 2        | 3     |
| RUS Rússia         | 2         | 2        | 4     |
| SRB Sérvia         | 1         |          | 1     |
| SWE Suécia         | 2         | 2        | 4     |
| SUI Suíça          | 2         | 1        | 3     |
| UKR Ucrânia        | 2         | 2        | 4     |
| Total de atletas   | 50        | 50       | 100   |
| Total de CONs      | 30        | 30       | 33    |

## Medalhistas

### Masculino
| Evento                          | Ouro                        | Prata                   | Bronze                    |
| ------------------------------- | --------------------------- | ----------------------- | ------------------------- |
| Sprint detalhes                 | Cheng Fangming CHN China    | Rene Zahkna EST Estônia | Aristide Begue FRA França |
| Perseguição individual detalhes | Niklas Homberg GER Alemanha | Rene Zahkna EST Estônia | Cheng Fangming CHN China  |

### Feminino
| Evento                                 | Ouro                          | Prata                               | Bronze                        |
| -------------------------------------- | ----------------------------- | ----------------------------------- | ----------------------------- |
| Velocidade individual 6 km detalhes    | Franziska Preuss GER Alemanha | Galina Vishnevskaya KAZ Cazaquistão | Uliana Kaysheva RUS Rússia    |
| Perseguição individual 7,5 km detalhes | Uliana Kaysheva RUS Rússia    | Galina Vishnevskaya KAZ Cazaquistão | Franziska Preuss GER Alemanha |

### Misto
| Evento                                                | Ouro         | Prata       | Bronze             |
| ----------------------------------------------------- | ------------ | ----------- | ------------------ |
| Revezamento misto detalhes                            | GER Alemanha | NOR Noruega | FRA França         |
| Revezamento misto esqui cross-country-biatlo detalhes | GER Alemanha | RUS Rússia  | USA Estados Unidos |

## Quadro de medalhas
| Ordem | País               | Medalha de ouro | Medalha de prata | Medalha de bronze |    | Ordem por total |
| ----- | ------------------ | --------------- | ---------------- | ----------------- | -- | --------------- |
| 1     | GER Alemanha       | 4               | 1                | 0                 | 5  | 1               |
| 2     | RUS Rússia         | 1               | 1                | 1                 | 3  | 2               |
| 3     | CHN China          | 1               | 0                | 1                 | 2  | 3               |
| 4     | EST Estônia        | 0               | 2                | 0                 | 2  | 3               |
| 5     | KAZ Cazaquistão    | 0               | 1                | 1                 | 2  | 3               |
| 6     | NOR Noruega        | 0               | 1                | 0                 | 1  | 7               |
| 7     | FRA França         | 0               | 0                | 2                 | 2  | 3               |
| 8     | USA Estados Unidos | 0               | 0                | 1                 | 1  | 7               |
| Total | Total              | 6               | 6                | 6                 | 18 | -               |